# Zenobia (filme)
Zenobia (bra Zenóbia) é um filme estadunidense de 1939, do gênero comédia, dirigido por Gordon Douglas, com roteiro de Corey Ford, Walter De Leon e Harold Belgard baseado no conto "Zenobia's Infidelity", de Henry C. Bunner.
É o primeiro filme em que Oliver Hardy atua sem Stan Laurel, depois que a dupla se desfez. Deslocado, ele contracena com Harry Langdon, mas a comédia não explora o potencial cômico dos dois — a estrela do filme é a elefanta "Zenóbia".